# Odradne, Baștanka
Odradne (în ucraineană Одрадне) este un sat în comuna Pliușcivka din raionul Baștanka, regiunea Mîkolaiiv, Ucraina.

## Demografie
Componența lingvistică a localității Odradne
     Ucraineană (84,62%)
     Rusă (15,38%)
Conform recensământului din 2001, majoritatea populației localității Odradne era vorbitoare de ucraineană (84,62%), existând în minoritate și vorbitori de rusă (15,38%).